# Unter weißen Segeln – Urlaubsfahrt ins Glück
Unter weißen Segeln – Urlaubsfahrt ins Glück ist ein deutscher Fernsehfilm von Bernhard Stephan aus dem Jahr 2004. Der Eröffnungsfilm der Fernsehreihe Unter weißen Segeln wurde am 5. März 2004 im Programm Das Erste erstmals ausgestrahlt. Als Gastdarsteller sind Helmut Zierl, Katharina Müller-Elmau, Michael Roll, Katharina Schubert, Peter Weck und Marion Mitterhammer zu sehen. Christine Neubauer verkörpert Marlene, die gute Seele an Bord, und Peter Kremer den Kapitän Klaus Berger.

## Handlung
Das Kreuzfahrtschiff Royal Clipper nimmt auf Malta verschiedene Urlaubsgäste für eine Rundfahrt an Bord: Lehrer Peter und seine Frau Sonja sowie Unternehmer Christian mit Frau Jeanette und den Kindern Anna und Franzi gehen nicht nur gemeinsam auf Kreuzfahrt, sondern bewohnen zudem auch ein Doppelhaus. Der reiche Karl von Hainburg wiederum ist mit seiner jungen Ehefrau Susan auf Hochzeitsreise. Auch Stefanie, die Tochter von Kapitän Klaus Berger, ist an Bord und versucht, ihren Liebeskummer zu vergessen, hat sie sich doch gerade von ihrem Freund, dem Musiker Jakob, getrennt.
Die Kreuzfahrt geht über Rom, Amalfi, Goso und Palermo zurück nach Malta. Während der Reise erfährt Karl, dass seine Ehefrau vor ihm bereits mit vier reichen Männern verheiratet war, die sie ausgenommen und fallengelassen hat. Mit Unterstützung von Marlene, der guten Seele an Bord, gelingt es Karl, Susanne zu testen. Er gibt vor, sein gesamtes Geld verloren zu haben. Susanne jedoch steht weiter zu ihm, beichtet ihm ihre Lebensgeschichte und überzeugt Karl davon, dass ihre Gefühle für ihn echt sind. Zwischen den Ehepaaren Peter und Sonja sowie Christian und Jeanette kommt es zu Spannungen, als sich Christian am Meniskus verletzt und daher von Sonja, die Physiotherapeutin ist, gepflegt wird. Da sich beide zudem wenig für die Sehenswürdigkeiten Italiens interessieren, über die Peter gerne reden möchte, fügt es sich, dass alsbald Peter und Jeanette gemeinsame Ausflüge an Land unternehmen, während sich Christian und Sonja heimlich zu zweit vergnügen. Als Peter Christian und Sonja zusammen im Bett erwischt, treffen sich beide Paare zu einer Aussprache. Man entscheidet sich, die Partner zu wechseln. Zukünftig werden Peter und Jeanette sowie Sonja und Christian ihr Leben teilen. Gegenüber Anna und Franzi, die angesichts der Entwicklung ausreißen und erst von Marlene gefunden werden, beteuern alle vier, dass sie keine Angst haben müssen, da sie von allen vieren geliebt werden und sich insoweit kaum etwas ändere.
Auch Stefanies Liebeskummer ist nur von kurzer Dauer. Jakob hat erkannt, dass er sich ihr gegenüber schlecht benommen hat. Er reist dem Schiff nach und holt es nach längerer Irrfahrt ein. Die junge Frau ist hocherfreut, Jakob wieder in die Arme schließen zu können. Durch Marlenes Hilfe konnte er unerkannt an Bord kommen. Seinen Aufenthalt verdient er sich schließlich mit seinem Saxofon-Spiel. Marlene wiederum stellt beiden Verliebten über Nacht ihre Kabine zur Verfügung. Am Ende der Kreuzfahrt gehen Stefanie und Jakob gemeinsam in Valletta von Bord und die vertauschten Ehepaare besteigen mit ihrem jeweils neuen Partner die wartenden Autos.

## Kritik
Für den film-dienst war Unter weißen Segeln – Urlaubsfahrt ins Glück der „Auftakt einer Kreuzfahrt-Fernsehserie, die in die Klischeekiste exotischer Reisefilme greift.“
TV Spielfilm schrieb: „TV-Schmonzette, die durch seichte Gewässer schippert. [Fazit:] Eskapismus auf die abgeschmackteste Art.“